# خوتیبودیتسه
خوتیبودیتسه (به چکی: Chotěbudice) یک منطقهٔ مسکونی در جمهوری چک است که در منطقه تربیچ واقع شده‌است. خوتیبودیتسه ۵٫۵۳ کیلومتر مربع مساحت و ۱۰۴ نفر جمعیت دارد و ۴۸۰ متر بالاتر از سطح دریا واقع شده‌است.